# Gynoplistia dixantha
Gynoplistia dixantha är en tvåvingeart som beskrevs av Alexander 1948. Gynoplistia dixantha ingår i släktet Gynoplistia och familjen småharkrankar. Inga underarter finns listade i Catalogue of Life.